# Championnat du Kosovo de football 2003-2004
Navigation
Saison 2002-2003 Saison 2004-2005
La saison 2003-2004 du Championnat du Kosovo de football est la treizième édition de la SuperLiga, le championnat de première division du Kosovo. Les quatorze meilleures équipes kosovares sont regroupées au sein d’une poule unique où elles s'affrontent deux fois au cours de la saison. Afin de permettre le passage du championnat de 14 à 12 formations, les quatre derniers du classement sont relégués et remplacés par les deux meilleurs clubs de Liga e Parë, la seconde division kosovare.
C'est le FC Pristina qui est sacré cette saison après avoir terminé en tête du classement, avec huit points d'avance sur le KF Besa et seize sur le KF Ferizaj. Il s’agit du sixième titre de champion du Kosovo de l’histoire du club.
La compétition connaît deux événements importants. Le KF Gnjilane est exclu du championnat, après deux forfaits, lors des 12e et 13e journées. Un autre club, le KF Getoari, quitte le championnat en fin de saison et permet au KF Vëllaznimi de se maintenir parmi l'élite.

## Les clubs participants
- KF Besiana
- KF Trepça
- KF Flamurtari
- KF Drita
- KF Kosova Vushtri
- FC Pristina
- KF Besa
- KF Drenica
- KF Kosova Pristina
- KF KEK - Promu de Liga e Parë
- KF Getoari - Promu de Liga e Parë
- KF Gnjilane
- KF Vëllaznimi
- KF Ferizaj

## Compétition
Le barème utilisé pour établir le classement est le suivant :
- Victoire : 3 points
- Match nul : 1 point
- Défaite : 0 point

### Classement
| Rang | Équipe              | Pts | J  | G  | N | P  | Bp | Bc | Diff |
| ---- | ------------------- | --- | -- | -- | - | -- | -- | -- | ---- |
| 1    | FC Pristina         | 52  | 24 | 16 | 4 | 4  | 41 | 16 | +25  |
| 2    | KF Besa             | 44  | 24 | 13 | 5 | 6  | 51 | 30 | +21  |
| 3    | KF Ferizaj          | 36  | 24 | 9  | 9 | 6  | 34 | 23 | +11  |
| 4    | KF Drenica          | 35  | 24 | 11 | 2 | 11 | 39 | 36 | +3   |
| 5    | KF Trepça           | 34  | 24 | 11 | 1 | 12 | 35 | 42 | -7   |
| 6    | KF DritaT           | 33  | 24 | 9  | 6 | 9  | 37 | 33 | +4   |
| 7    | KF GetoariP         | 33  | 24 | 10 | 3 | 11 | 24 | 27 | -3   |
| 8    | KF KEKP             | 31  | 24 | 8  | 7 | 9  | 35 | 30 | +5   |
| 9    | KF Flamurtari       | 31  | 24 | 9  | 4 | 11 | 27 | 31 | -4   |
| 10   | KF Kosova PristinaC | 31  | 24 | 9  | 4 | 11 | 29 | 35 | -6   |
| 11   | KF Vëllaznimi       | 28  | 24 | 8  | 4 | 12 | 27 | 41 | -14  |
| 12   | KF Kosova Vushtri   | 27  | 24 | 8  | 3 | 13 | 29 | 48 | -19  |
| 13   | KF Besiana          | 25  | 24 | 7  | 4 | 13 | 20 | 36 | -16  |
|      | KF Gnjilane exclu   |     |    |    |   |    |    |    |      |

|  | Champion du Kosovo 2003-2004                                                     |
|  | Relégation directe en Liga e Parë                                                |
|  | Retrait du championnat en fin de saison                                          |
|  | Exclusion du championnat en cours de saison                                      |
|  | T : Tenant du titre C : Vainqueur de la Coupe du Kosovo P : Promu de Liga e Parë |

## Bilan de la saison
| Championnat du Kosovo de football 2003-2004 |                        |
| Champion                                    | FC Pristina (6e titre) |
| Coupes et trophées                          |                        |
| Vainqueur de la Coupe du Kosovo 2003-2004   | KF Kosova Pristina     |
| Promotions et relégations                   |                        |
| Promus en SuperLiga                         | KF Liria               |
| Promus en SuperLiga                         | KF Llapi               |
| Relégués en Liga e Parë                     | KF Getoari             |
| Relégués en Liga e Parë                     | KF Kosova Vushtri      |
| Relégués en Liga e Parë                     | KF Besiana             |
| Relégués en Liga e Parë                     | KF Gnjilane            |